# 天然水素
天然水素（てんねんすいそ）は、地球上で天然に存在する高濃度の水素である。ホワイト水素あるいはゴールド水素と呼ばれることもある。エネルギーを消費する人工的なプロセスによらず水素を生産できることから、新たな地下資源として利用できる可能性がある。
国際エネルギー機関の2023年の報告によると

天然水素には、製造に化石燃料または電力を要する既存の水素と異なりそれ自体エネルギー資源であること、定常的に生産可能であること、生産に要する土地が小さいこと、生産のための原料水が不要であること、二酸化炭素回収・貯留設備が不要であることなどの利点がある。

## 生成過程
天然水素の生成過程として以下が考えられる。

### 水の放射線分解
岩石に含まれる放射性元素による放射線によって水分子が分解され水素が生成する。

### 蛇紋岩化反応
かんらん岩が水と反応して蛇紋岩を生成する際に水素を発生する。日本の白馬八方温泉の温泉水に溶存する水素は蛇紋岩化反応によるものである。

### 地球深部からの排出
地球深部のマントルに存在する水素が地表に移動する。

### 火山活動
マグマの関わる化学反応によって水素が生成する。

### 岩石のフラクチャリング
岩石が破砕される際に、水との反応によって水素が生成する。

### 生物による生成
水素生産菌の作用によって水素が生成する。

## 資源としての利用
天然水素が資源として利用できるためには、生成した水素が地中で移動し、適切な地質構造において集積する必要がある。そのような条件が整えば、天然ガスと類似した手法によって開発と生産が可能となる可能性がある。
天然水素の商業的な開発は行われておらず、地球上に存在する資源量も不明である。また再生可能エネルギーであるか、枯渇性のエネルギーであるかも明らかではない。
将来、天然水素が商業ベースで量産されるようになれば、化石燃料や電力を消費することのない脱炭素エネルギーと位置付けられうる。これは地球温暖化への対策に大きなインパクトをもたらす可能性がある。そのため、基礎研究、調査、探鉱などの試みが進んでいる。

## 開発プロジェクト
2024年時点で天然水素の商業的生産は行われていない。
マリ共和国のBourakebougouでは2012年に天然水素の生産パイロットプロジェクトがHydroma社によって開始され、水素の燃焼によって発電した電力を近隣の村に供給している。
国際エネルギー機関の2023年の報告は、上記のプロジェクトを含めて7件の天然水素開発案件を示している。